# Orthomorpha massainni
Orthomorpha massainni är en mångfotingart som först beskrevs av Cook 1896.  Orthomorpha massainni ingår i släktet Orthomorpha och familjen orangeridubbelfotingar. Inga underarter finns listade i Catalogue of Life.